# Machaca
La machaca è una ricetta tipica del Messico cucinata in tutto il Sud America.
Consiste in una preparazione di carne asada (ovvero carne grigliata e precedentemente fatta marinare) essiccata e poi saltata in padella con olio o burro, cipolla, peperoncini jalapeño e puebla tagliati a striscioline sottili o macinati e uova sbattute.
Questa preparazione può essere consumata tal quale oppure con tacos e altri ingredienti nella chimichanga.